# آردلیتان
آردلیتان (به انگلیسی: Ardlethan) یک شهرک در استرالیا است که در نیو ساوت ولز واقع شده‌است.